# Apostag
Apostag är en ort i Ungern.   Den ligger i provinsen Bács-Kiskun, i den centrala delen av landet, 70 km söder om huvudstaden Budapest. Apostag ligger 97 meter över havet och antalet invånare är 2 099.
Terrängen runt Apostag är platt. Runt Apostag är det ganska glesbefolkat, med 24 invånare per kvadratkilometer. Närmaste större samhälle är Dunaújváros, 9,3 km norr om Apostag. Trakten runt Apostag består till största delen av jordbruksmark.